# Prêmio Shell de Teatro de Melhor Dramaturgia
O Prêmio Shell de Teatro de Melhor Dramaturgia, categoria antes conhecida como Melhor Autor, é entregue anualmente na cerimônia do Prêmio Shell desde sua primeira edição em 1988 nas cidades de São Paulo e Rio de Janeiro. Os indicados nesta categoria podem concorrer apenas no ano da montagem de estreia de seus textos, segundo as regras atuais da premiação. As remontagens das peças, por sua vez, estão aptas a serem indicadas nas outras categorias. Durante o histórico da premiação, o número de indicados tem variado de dois a seis por ano. A critério da comissão julgadora, porém, pode haver menos indicados do que o máximo previsto, inclusive nenhum indicado no semestre, como houve no ano de 2003 em ambas as cidades e 2007 no primeiro semestre em São Paulo.

## Vencedores e indicados

### Década de 1980

#### 1988 (São Paulo)
| Indicado                              | Peça                   | Resultado | Ref.  |
| ------------------------------------- | ---------------------- | --------- | ----- |
| Fauzi Arap                            | Às Margens da Ipiranga | Indicado  | [ 3 ] |
| Hamilton Vaz Pereira e Fausto Fawcett | Ataliba, A Gata Safira | Indicado  | [ 3 ] |
| Flávio de Souza                       | Fica Comigo Esta Noite | Vencedor  | [ 3 ] |
| Noemi Marinho                         | Fulaninha e Dona Coisa | Indicada  | [ 3 ] |

1988 (Rio de Janeiro)
| Indicado                                | Peça                      | Resultado | Ref.        |
| --------------------------------------- | ------------------------- | --------- | ----------- |
| Anamaria Nunes                          | Geração Trianon           | Vencedora | [ 4 ] [ 3 ] |
| Chico Caruso                            | O amigo da onça           | Indicado  | [ 4 ] [ 3 ] |
| Caio Fernando Abreu e Luiz Arthur Nunes | A Maldição do Vale N.egro | Indicado  | [ 4 ] [ 3 ] |
| Zeno Wilde                              | Ritos de Infância         | Indicado  | [ 4 ] [ 3 ] |

1989 (São Paulo)
| Indicado             | Peça                              | Resultado | Ref.              |
| -------------------- | --------------------------------- | --------- | ----------------- |
| Alcides Nogueira     | Ópera Joyce                       | Vencedor  | [ 4 ] [ 3 ] [ 5 ] |
| Paulo Cesar Coutinho | Vida de Artista                   | Indicado  | [ 4 ] [ 3 ] [ 5 ] |
| Zeno Wilde           | Quem te fez saber que estavas n.u | Indicado  | [ 4 ] [ 3 ] [ 5 ] |

#### 1989 (Rio de Janeiro)
| Indicado              | Peça                                          | Resultado | Ref.        |
| --------------------- | --------------------------------------------- | --------- | ----------- |
| Ariano Suassuna       | O Santo e a Porca                             | Indicado  | [ 4 ] [ 3 ] |
| Oduvaldo Vianna Filho | Se ficar o bicho pega, se correr o bicho come | Indicado  | [ 4 ] [ 3 ] |
| Mauro Rasi            | A Estrela do Lar                              | Vencedor  | [ 4 ] [ 3 ] |
| Sérgio Sant'Anna      | Orlando                                       | Indicado  | [ 4 ] [ 3 ] |

### Década de 1990

#### 1990 (São Paulo)
| Indicado                           | Peça               | Resultado | Ref.        |
| ---------------------------------- | ------------------ | --------- | ----------- |
| Flávio de Souza                    | S.exo dos Anjos    | Indicado  | [ 6 ] [ 7 ] |
| João Carlos Couto                  | E agora, Cacilda?  | Vencedor  | [ 6 ] [ 7 ] |
| Alcides Nogueira                   | Antares            | Indicado  | [ 6 ] [ 7 ] |
| Antônio Bivar e Celso Luiz Paulini | As Raposas do Café | Indicado  | [ 6 ] [ 7 ] |

#### 1990 (Rio de Janeiro)
| Indicado         | Peça                          | Resultado | Ref.        |
| ---------------- | ----------------------------- | --------- | ----------- |
| Wilson Sayão     | Uma Casa Brasileira           | Vencedor  | [ 6 ] [ 7 ] |
| Miguel Falabella | A Partilha                    | Indicado  | [ 6 ] [ 7 ] |
| Sidney Cruz      | Tupy or not Tupy              | Indicado  | [ 6 ] [ 7 ] |
| Vicente Pereira  | Enfim só - Solidão, A Comédia | Indicado  | [ 6 ] [ 7 ] |

#### 1991 (São Paulo)
| Indicado                  | Peça                | Resultado | Ref.  |
| ------------------------- | ------------------- | --------- | ----- |
| Noemi Marinho             | Homeless            | Vencedora | [ 8 ] |
| Zeno Wilde                | Sabe Quem Dançou?   | Indicado  | [ 8 ] |
| Alcides Nogueira          | Florbela            | Indicado  | [ 8 ] |
| Carlos Alberto Soffredini | De onde vem o verão | Indicado  | [ 8 ] |

#### 1991 (Rio de Janeiro)
| Indicado                                     | Peça                            | Resultado | Ref.        |
| -------------------------------------------- | ------------------------------- | --------- | ----------- |
| Hamilton Vaz Pereira                         | Nadja Zulpério                  | Indicado  | [ 9 ] [ 8 ] |
| Carlos Alberto Soffredini                    | Vem Buscar-me que ainda sou teu | Indicado  | [ 9 ] [ 8 ] |
| Mauro Rasi                                   | O Baile de Máscaras             | Vencedor  | [ 9 ] [ 8 ] |
| Aderbal Freire Filho e Carlos Eduardo Novaes | Um tir.o que mudou a História   | Indicado  | [ 9 ] [ 8 ] |

#### 1992 (São Paulo)
| Indicado        | Peça               | Resultado | Ref.   |
| --------------- | ------------------ | --------- | ------ |
| Plínio Marcos   | Querô              | Vencedor  | [ 10 ] |
| Jandira Martini | A vida é uma ópera | Indicada  | [ 10 ] |

#### 1992 (Rio de Janeiro)
| Indicado                                     | Peça                             | Resultado | Ref.          |
| -------------------------------------------- | -------------------------------- | --------- | ------------- |
| Miguel Falabella                             | No Coração do Brasil             | Indicado  | [ 11 ] [ 12 ] |
| Paulo Cesar Coutinho                         | Lucrécia, o veneno dos Bórgia    | Vencedor  | [ 11 ] [ 12 ] |
| Aderbal-Freire Filho e Carlos Eduardo Novaes | Tiradentes, Inconfidência no Rio | Indicado  | [ 11 ] [ 12 ] |

#### 1993 (São Paulo)
| Indicado                        | Peça                  | Resultado | Ref.   |
| ------------------------------- | --------------------- | --------- | ------ |
| Marcos Caruso e Jandira Martini | Porca Miséria         | Vencedor  | [ 13 ] |
| Vicente Pereira                 | Com Minha Mãe Estarei | Indicado  | [ 13 ] |
| Luis Alberto de Abreu           | Guerra Santa          | Indicado  | [ 13 ] |
| Eduardo Amos                    | Quadri Matzi          | Indicado  | [ 13 ] |

#### 1993 (Rio de Janeiro)
| Indicado                                | Peça           | Resultado | Ref.          |
| --------------------------------------- | -------------- | --------- | ------------- |
| Bráulio Tavares                         | Brincante      | Vencedor  | [ 14 ] [ 15 ] |
| Mauro Rasi                              | Viagem a Forli | Indicado  | [ 14 ] [ 15 ] |
| Maria Carmem Barbosa e Miguel Falabella | Querido mundo  | Indicado  | [ 14 ] [ 15 ] |

#### 1994 (São Paulo)
| Indicado         | Peça                 | Resultado | Ref.   |
| ---------------- | -------------------- | --------- | ------ |
| Bosco Brasil     | Budro                | Vencedor  | [ 16 ] |
| Leilah Assumpção | Adorável De.sgraçado | Indicado  | [ 16 ] |
| Flávio de Souza  | Repetition           | Indicado  | [ 16 ] |

#### 1994 (Rio de Janeiro)
| Indicado                                | Peça                          | Resultado | Ref.          |
| --------------------------------------- | ----------------------------- | --------- | ------------- |
| Maria Adelaide Amaral                   | Querida mamãe                 | Vencedora | [ 17 ] [ 18 ] |
| Miguel Falabella e Maria Carmem Barbosa | Louro, alto, solteiro procura | Indicado  | [ 17 ] [ 18 ] |
| Silvio de Abreu                         | Capital estrangeiro           | Indicado  | [ 17 ] [ 18 ] |

#### 1995 (São Paulo)
| Indicado              | Peça            | Resultado | Ref.   |
| --------------------- | --------------- | --------- | ------ |
| Luís Alberto de Abreu | O Livro de Jó   | Indicado  | [ 19 ] |
| Bosco Brasil          | Atos e Omissões | Indicado  | [ 19 ] |
| Pedro Cardoso         | O Autofalante   | Indicado  | [ 19 ] |
| Maria Adelaide Amaral | Querida Mamãe   | Vencedora | [ 19 ] |

#### 1995 (Rio de Janeiro)
| Indicado     | Peça                 | Resultado | Ref.   |
| ------------ | -------------------- | --------- | ------ |
| Wilson Sayão | Como diria Montaigne | Indicado  | [ 20 ] |
| Mauro Rasi   | Pérola               | Vencedor  | [ 20 ] |

#### 1996 (São Paulo)
| Indicado                                                     | Peça               | Resultado | Ref.   |
| ------------------------------------------------------------ | ------------------ | --------- | ------ |
| Felipe Miguez                                                | Melodrama          | Vencedor  | [ 21 ] |
| Mauro Rasi                                                   | Pérola             | Indicado  | [ 21 ] |
| Maria Adelaide Amaral                                        | Intensa Magia      | Indicado  | [ 21 ] |
| Fernando Bonassi, Jean Bernardet, Lígia Cortez e Tata Amaral | Um céu de estrelas | Indicado  | [ 21 ] |

#### 1996 (Rio de Janeiro)
| Indicado                                  | Peça              | Resultado | Ref.   |
| ----------------------------------------- | ----------------- | --------- | ------ |
| Domingos de Oliveira e Priscila Rosenbaum | Amores            | Vencedor  | [ 22 ] |
| Mauro Rasi                                | A Dama do Cerrado | Indicado  | [ 22 ] |
| Domingos de Oliveira                      | A primeira valsa  | Indicado  | [ 22 ] |

#### 1997 (São Paulo)
| Indicado         | Peça              | Resultado | Ref.   |
| ---------------- | ----------------- | --------- | ------ |
| Alberto Guzik    | Um Deus Cruel     | Indicado  | [ 23 ] |
| Mário Bortolotto | Medusa de Rayban  | Indicado  | [ 23 ] |
| José Vicente     | Santidade         | Vencedor  | [ 23 ] |
| José Antônio     | Cantos Peregrinos | Indicado  | [ 23 ] |

#### 1997 (Rio de Janeiro)
| Indicado                         | Peça              | Resultado | Ref.   |
| -------------------------------- | ----------------- | --------- | ------ |
| Wilson Sayão                     | Anônima           | Vencedor  | [ 24 ] |
| João Bettencourt                 | Bonifácio Bilhões | Indicado  | [ 24 ] |
| Flávio Marinho                   | Salve Amizade     | Indicado  | [ 24 ] |
| Carol Machado e Ingrid Guimarães | Duas Mãos         | Indicado  | [ 24 ] |

#### 1998 (São Paulo)
| Indicado              | Peça                                    | Resultado | Ref.   |
| --------------------- | --------------------------------------- | --------- | ------ |
| Luís Alberto de Abreu | Iepe                                    | Indicado  | [ 25 ] |
| Zé Celso              | Cacilda!                                | Vencedor  | [ 25 ] |
| Mário Bortolotto      | Diário das Crianças do Velho Quarteirão | Indicado  | [ 25 ] |

#### 1998 (Rio de Janeiro)
| Indicado                                      | Peça               | Resultado | Ref.   |
| --------------------------------------------- | ------------------ | --------- | ------ |
| João Falcão                                   | A dona da história | Indicado  | [ 26 ] |
| João Falcão                                   | Uma noite na lua   | Vencedor  | [ 26 ] |
| Sandra Lousada                                | Somos irmãs        | Indicado  | [ 26 ] |
| José Roberto Torero e Marcus Aurelius Pimenta | Omelete            | Indicado  | [ 26 ] |

#### 1999 (São Paulo)
| Indicado              | Peça                   | Resultado | Ref.   |
| --------------------- | ---------------------- | --------- | ------ |
| Samir Yazbek          | O fingidor             | Vencedor  | [ 27 ] |
| Luís Alberto de Abreu | Till Eulenspiegel      | Indicado  | [ 27 ] |
| Pedro Vicente         | Triálogo e Disk Ofensa | Indicado  | [ 27 ] |
| Octávio Mendes        | Sacrilégio             | Indicado  | [ 27 ] |

#### 1999 (Rio de Janeiro)
| Indicado             | Peça                           | Resultado | Ref.   |
| -------------------- | ------------------------------ | --------- | ------ |
| Flávio Migliaccio    | Os ratos do ano 2030           | Indicado  | [ 28 ] |
| Marcelo Rubens Paiva | E aí, comeu?                   | Vencedor  | [ 28 ] |
| Flávio Marinho       | Coração brasileiro             | Indicado  | [ 28 ] |
| Felipe Hirsch        | Por um novo incêndio romântico | Indicado  | [ 28 ] |

### Década de 2000

#### 2000 (São Paulo)
| Indicado         | Peça                                       | Resultado | Ref.   |
| ---------------- | ------------------------------------------ | --------- | ------ |
| Fernando Bonassi | Apocalipse 1.11 e Preso entre as ferragens | Indicado  | [ 29 ] |
| Bosco Brasil     | O Acidente                                 | Indicado  | [ 29 ] |
| Mário Bortolotto | Nossa vida não vale um Chevrolet           | Vencedor  | [ 29 ] |
| Ênio Gonçalves   | Cachorro?                                  | Indicado  | [ 29 ] |

#### 2000 (Rio de Janeiro)
| Indicado                                   | Peça               | Resultado | Ref.   |
| ------------------------------------------ | ------------------ | --------- | ------ |
| Domingos de Oliveira e Priscilla Rosenbaum | Separações         | Vencedor  | [ 29 ] |
| Adriana Falcão                             | A Máquina          | Indicada  | [ 29 ] |
| Wilson Sayão                               | O Altar do incenso | Indicado  | [ 29 ] |
| Miguel Falabella                           | A vida passa       | Indicado  | [ 29 ] |

#### 2001 (São Paulo)
| Indicado           | Peça                               | Resultado | Ref.          |
| ------------------ | ---------------------------------- | --------- | ------------- |
| Marta Góes         | Um Porto para Elizabeth Bishop     | Indicada  | [ 30 ] [ 31 ] |
| Alcides Nogueira   | Pólvora e Poesia                   | Vencedor  | [ 30 ] [ 31 ] |
| Claudia Schapira   | Bartolomeu, Que Será Que nele Deu? | Indicada  | [ 30 ] [ 31 ] |
| Consuelo de Castro | Only You                           | Indicada  | [ 30 ] [ 31 ] |

#### 2001 (Rio de Janeiro)
| Indicado                                | Peça                         | Resultado | Ref.          |
| --------------------------------------- | ---------------------------- | --------- | ------------- |
| Caio de Andrade                         | Olhos verdes de ciúme        | Indicado  | [ 32 ] [ 33 ] |
| Miguel Falabella e Maria Carmem Barboza | South American Way           | Vencedor  | [ 32 ] [ 33 ] |
| Heloísa Périssé e Ingrid Guimarães      | Cócegas                      | Indicado  | [ 32 ] [ 33 ] |
| Paulo de Moraes e Maurício Arruda       | Da arte de subir em telhados | Indicado  | [ 32 ] [ 33 ] |

#### 2002 (São Paulo)
| Indicado                        | Peça                              | Resultado | Ref.          |
| ------------------------------- | --------------------------------- | --------- | ------------- |
| Mário Bortolotto                | Hotel Lancaster                   | Indicado  | [ 34 ] [ 35 ] |
| Bosco Brasil                    | Novas Diretrizes em Tempos de Paz | Vencedor  | [ 34 ] [ 35 ] |
| Fernando Bonassi e Victor Navas | Três Cigarros e a Última Lasanha  | Indicado  | [ 34 ] [ 35 ] |
| Luís Alberto de Abreu           | Auto da Paixão e da Alegria       | Indicado  | [ 34 ] [ 35 ] |
| Alcides Nogueira                | A Ponte e a Água de Piscina       | Indicado  | [ 34 ] [ 35 ] |

#### 2002 (Rio de Janeiro)
| Indicado                                   | Peça                    | Resultado | Ref.          |
| ------------------------------------------ | ----------------------- | --------- | ------------- |
| Luiz Paulo Corrêa e Castro                 | Noites do Vidigal       | Indicado  | [ 36 ] [ 37 ] |
| Walcyr Carrasco                            | Êxtase                  | Vencedor  | [ 36 ] [ 37 ] |
| Maurício Arruda Mendonça e Paulo de Moraes | Pessoas invisíveis      | Indicado  | [ 36 ] [ 37 ] |
| Álvaro César Guimarães                     | Jung: Do Divã ao Divino | Indicado  | [ 36 ] [ 37 ] |

#### 2003 (São Paulo)
| Indicado                 | Peça                           | Resultado | Ref.   |
| ------------------------ | ------------------------------ | --------- | ------ |
| Mario Bortolotto         | A frente fria que a chuva traz | Indicado  | [ 38 ] |
| Maurício Arruda Mendonça | Kerouac                        | Indicado  | [ 38 ] |
| Luís Alberto de Abreu    | Borandá                        | Vencedor  | [ 38 ] |

#### 2003 (Rio de Janeiro)
| Indicado                        | Peça                 | Resultado | Ref.          |
| ------------------------------- | -------------------- | --------- | ------------- |
| Evandro Mesquita e Mauro Farias | Esse cara não existe | Vencedor  | [ 39 ] [ 40 ] |
| Caio de Andrade                 | Deserto iluminado    | Indicado  | [ 39 ] [ 40 ] |

#### 2004 (São Paulo)
| Indicado              | Peça                | Resultado | Ref.          |
| --------------------- | ------------------- | --------- | ------------- |
| Newton Moreno         | Agreste             | Vencedor  | [ 41 ] [ 42 ] |
| Gero Camilo           | Aldeotas            | Indicado  | [ 41 ] [ 42 ] |
| Maria Adelaide Amaral | Mademoiselle Chanel | Indicado  | [ 41 ] [ 42 ] |
| Paulo Santoro         | O Canto de Gregório | Indicado  | [ 41 ] [ 42 ] |
| Leonardo Alkimim      | Quarto 77           | Indicado  | [ 41 ] [ 42 ] |

#### 2004 (Rio de Janeiro)
| Indicado            | Peça                                     | Resultado | Ref.          |
| ------------------- | ---------------------------------------- | --------- | ------------- |
| Ricardo Hoffstetter | Geraldo Pereira, um Escurinho Brasileiro | Vencedor  | [ 43 ] [ 44 ] |
| Lauro César Muniz   | O Santo Parto                            | Indicado  | [ 43 ] [ 44 ] |
| Felipe Miguez       | Notícias cariocas                        | Indicado  | [ 43 ] [ 44 ] |
| Caio de Andrade     | Trindade                                 | Indicado  | [ 43 ] [ 44 ] |

#### 2005 (São Paulo)
| Indicado           | Peça                               | Resultado | Ref.          |
| ------------------ | ---------------------------------- | --------- | ------------- |
| Lourenço Mutarelli | O que você foi quando era criança? | Indicado  | [ 45 ] [ 46 ] |
| Fabio Torres       | O M.ata-Burro                      | Indicado  | [ 45 ] [ 46 ] |
| Grace Passô        | Por Elise                          | Vencedora | [ 45 ] [ 46 ] |

#### 2005 (Rio de Janeiro)
| Indicado                             | Peça                                  | Resultado | Ref.          |
| ------------------------------------ | ------------------------------------- | --------- | ------------- |
| Daniela Pereira de Carvalho          | Tudo é permitido                      | Indicada  | [ 47 ] [ 48 ] |
| Antonio Roberto Gerin                | Uma última cena para Lorca            | Indicado  | [ 47 ] [ 48 ] |
| Pedro Brício                         | A incrível confeitaria do sr. Pellica | Vencedor  | [ 47 ] [ 48 ] |
| Domingos Oliveira e Giselle Kosovski | Jung e Eu                             | Indicado  | [ 47 ] [ 48 ] |

#### 2006 (São Paulo)
| Indicado              | Peça                   | Resultado | Ref.   |
| --------------------- | ---------------------- | --------- | ------ |
| Bernardo Carvalho     | BR3                    | Indicado  | [ 49 ] |
| Luís Alberto de Abreu | Memórias de Coisas     | Indicado  | [ 49 ] |
| Sérgio Roveri         | Abre as asas sobre nós | Vencedor  | [ 49 ] |

#### 2006 (Rio de Janeiro)
| Indicado                               | Peça                                                       | Resultado | Ref.          |
| -------------------------------------- | ---------------------------------------------------------- | --------- | ------------- |
| Moncho Rodriguez e Weydson Barros Leal | Caetana                                                    | Indicado  | [ 50 ] [ 51 ] |
| Walter Daguerre                        | Projeto K                                                  | Indicado  | [ 50 ] [ 51 ] |
| Domingos Oliveira                      | Largando o escritório                                      | Vencedor  | [ 50 ] [ 51 ] |
| Daniela Pereira de Carvalho            | Não existem níveis seguros para consumo destas substâncias | Indicado  | [ 50 ] [ 51 ] |

#### 2007 (São Paulo)
| Indicado                    | Peça                                  | Resultado | Ref.   |
| --------------------------- | ------------------------------------- | --------- | ------ |
| Daniela Pereira de Carvalho | Por uma vida um pouco menos ordinária | Indicado  | [ 52 ] |
| Dib Carneiro Neto           | Salmo 91                              | Vencedor  | [ 52 ] |

#### 2007 (Rio de Janeiro)
| Indicado            | Peça            | Resultado | Ref.          |
| ------------------- | --------------- | --------- | ------------- |
| Aimar Labaki        | Campo de Provas | Indicado  | [ 53 ] [ 54 ] |
| Paulo Biscaia Filho | Graphic         | Indicado  | [ 53 ] [ 54 ] |
| Newton Moreno       | As centenárias  | Vencedor  | [ 53 ] [ 54 ] |
| Bosco Brasil        | Cheiro de Chuva | Indicado  | [ 53 ] [ 54 ] |
| Charles Möeller     | 7 - O musical   | Indicado  | [ 53 ] [ 54 ] |

#### 2008 (São Paulo)
| Indicado                       | Peça               | Resultado | Ref. |
| ------------------------------ | ------------------ | --------- | ---- |
| Grace Passô                    | Amores Surdos      | Indicado  |      |
| Sérgio Roveri                  | A Coleira de Bóris | Indicado  |      |
| Jandira Martini                | O Eclipse          | Indicado  |      |
| Marçal Aquino e Marília Toledo | Amor de servidão   | Vencedor  |      |

#### 2008 (Rio de Janeiro)
| Indicado                                   | Peça                       | Resultado | Ref.          |
| ------------------------------------------ | -------------------------- | --------- | ------------- |
| Maurício Arruda Mendonça e Paulo de Moraes | Inveja dos Anjos           | Vencedor  | [ 55 ] [ 56 ] |
| Pedro Brício                               | Cine-teatro limite         | Indicado  | [ 55 ] [ 56 ] |
| Eduardo Rieche                             | É samba na veia, é candeia | Indicado  | [ 55 ] [ 56 ] |
| Carla Faour                                | A arte de escutar          | Indicado  | [ 55 ] [ 56 ] |

#### 2009 (São Paulo)
| Indicado                         | Peça                           | Resultado | Ref.   |
| -------------------------------- | ------------------------------ | --------- | ------ |
| José Fernando Peixoto de Azevedo | Cidade Desmanche               | Indicado  | [ 57 ] |
| Paulo Faria                      | Meio dia do fim                | Indicado  | [ 57 ] |
| Rafael Primot                    | O livro dos montros sagrados   | Vencedor  | [ 57 ] |
| Eduardo Ruiz                     | Chorávamos terra ontem à noite | Indicado  | [ 57 ] |
| Pedro Cesarino                   | Raptada pelo raio              | Indicado  | [ 57 ] |

#### 2009 (Rio de Janeiro)
| Indicado                           | Peça                       | Resultado | Ref.   |
| ---------------------------------- | -------------------------- | --------- | ------ |
| Gustavo Gasparini e Eduardo Rieche | Oui oui... A França é aqui | Vencedor  | [ 58 ] |
| Flávio Marinho                     | Além do arco-íris          | Indicado  | [ 58 ] |
| Lícia Manzo                        | A História de Nós 2        | Indicado  | [ 58 ] |
| Rodrigo Nogueira                   | Play                       | Indicado  | [ 58 ] |

### Década de 2010

#### 2010 (São Paulo)
| Indicado                                 | Peça                         | Resultado | Ref.          |
| ---------------------------------------- | ---------------------------- | --------- | ------------- |
| Leonardo Moreira                         | Escuro                       | Vencedor  | [ 59 ] [ 60 ] |
| Francisco Carlos                         | Namorados da catedral bêbada | Indicado  | [ 59 ] [ 60 ] |
| Giovana Soar, Marcio Abreu e Nadja Naira | Vida                         | Indicado  | [ 59 ] [ 60 ] |
| Leonardo Cortez                          | Rua do Medo                  | Indicado  | [ 59 ] [ 60 ] |

#### 2010 (Rio de Janeiro)
| Indicado                          | Peça            | Resultado | Ref.   |
| --------------------------------- | --------------- | --------- | ------ |
| Denise Crispum e Melanie Dimantas | A Carpa         | Indicado  | [ 61 ] |
| Jô Bilac                          | Savana Glacial  | Vencedor  | [ 61 ] |
| Newton Moreno                     | Maria do Caritó | Indicado  | [ 61 ] |
| Pedro Brício                      | Comédia russa   | Indicado  | [ 61 ] |

#### 2011 (São Paulo)
| Indicado                               | Peça                           | Resultado | Ref.   |
| -------------------------------------- | ------------------------------ | --------- | ------ |
| Leonardo Moreira                       | O Jardim                       | Vencedor  | [ 62 ] |
| Nelson Baskerville e Verônica Gentilin | Luís Antônio - Gabriela        | Indicado  | [ 62 ] |
| Gustavo Colombini                      | O silêncio depois da chuva     | Indicado  | [ 62 ] |
| Paulo Faria                            | Cine Camaleão - a boca do lixo | Indicado  | [ 62 ] |

#### 2011 (Rio de Janeiro)
| Indicado         | Peça                          | Resultado | Ref. |
| ---------------- | ----------------------------- | --------- | ---- |
| Felipe Rocha     | Ninguém falou que seria fácil | Vencedor  |      |
| Pedro Brício     | Me Salve, Musical             | Indicado  |      |
| Rodrigo Nogueira | Obituário Ideal               | Indicado  |      |
| Eduardo Bakr     | 4 Faces do amor               | Indicado  |      |

#### 2012 (São Paulo)
| Indicado              | Peça              | Resultado | Ref.   |
| --------------------- | ----------------- | --------- | ------ |
| Ana Roxo              | Cabeça de Papelão | Indicada  | [ 63 ] |
| Luís Alberto de Abreu | Francesca         | Indicado  | [ 63 ] |
| Alexandre dal Farra   | Mateus, 10        | Vencedor  | [ 63 ] |
| Evill Rebouças        | Maria Miss        | Indicado  | [ 63 ] |

#### 2012 (Rio de Janeiro)
| Indicado                                | Peça            | Resultado | Ref.   |
| --------------------------------------- | --------------- | --------- | ------ |
| Carla Faour                             | Obsessão        | Indicado  | [ 63 ] |
| Julia Spadaccini                        | Quebra-Ossos    | Indicado  | [ 63 ] |
| Maurício Arruda Mendonça e Paulo Moraes | A marca da água | Vencedor  | [ 63 ] |
| Pedro Kosovski                          | Cara de cavalo  | Indicado  | [ 63 ] |

#### 2013 (São Paulo)
| Indicado          | Peça                                                       | Resultado | Ref.          |
| ----------------- | ---------------------------------------------------------- | --------- | ------------- |
| Kiko Marques      | Cais ou da Indiferença das Embarcações                     | Vencedor  | [ 64 ] [ 65 ] |
| Cia Luna Lunera   | Prazer                                                     | Indicado  | [ 64 ] [ 65 ] |
| Claudia Schapira  | Antígona Recortada, Contos que Cantam sobre Pousospássaros | Indicado  | [ 64 ] [ 65 ] |
| Michelle Ferreira | Os adutos estão na sala                                    | Indicado  | [ 64 ] [ 65 ] |
| Hugo Possolo      | Eu Cão Eu                                                  | Indicado  | [ 64 ] [ 65 ] |

#### 2013 (Rio de Janeiro)
| Indicado         | Peça               | Resultado | Ref.   |
| ---------------- | ------------------ | --------- | ------ |
| Jô Bilac         | Conselho de Classe | Indicado  | [ 66 ] |
| Julia Spadaccini | A porta da frente  | Indicada  | [ 66 ] |
| Julia Spadaccini | Aos domingos       | Vencedora | [ 66 ] |
| Rodrigo Portella | Antes da chuva     | Indicado  | [ 66 ] |

#### 2014 (São Paulo)
| Indicado                             | Peça                  | Resultado | Ref.          |
| ------------------------------------ | --------------------- | --------- | ------------- |
| Leonardo Cortez                      | Maldito Benefício     | Indicado  | [ 67 ] [ 68 ] |
| Sérgio Roveri                        | Os que vem com a maré | Indicado  | [ 67 ] [ 68 ] |
| Ivam Cabral e Rodolfo García Vázquez | Pessoas Perfeitas     | Vencedora | [ 67 ] [ 68 ] |
| Vinicius Calderoni                   | Não nem nada          | Indicado  | [ 67 ] [ 68 ] |

#### 2014 (Rio de Janeiro)
| Indicado          | Peça                | Resultado | Ref.          |
| ----------------- | ------------------- | --------- | ------------- |
| Gustavo Gasparani | Samba Futebol Clube | Indicado  | [ 69 ] [ 70 ] |
| Renata Mizrahi    | Galápagos           | Vencedora | [ 69 ] [ 70 ] |
| Jô Bilac          | Beije minha lápide  | Indicado  | [ 69 ] [ 70 ] |

#### 2015 (São Paulo)
| Indicado                | Peça                             | Resultado | Ref.          |
| ----------------------- | -------------------------------- | --------- | ------------- |
| José Eduardo Vendramini | Cartas Libanesas                 | Indicado  | [ 71 ] [ 72 ] |
| Oswaldo Mendes          | Insubmissas                      | Indicado  | [ 71 ] [ 72 ] |
| Vinicius Calderoni      | Arrã                             | Vencedor  | [ 71 ] [ 72 ] |
| Silvia Gomez            | Mantenha fora do alcance do bebê | Indicado  | [ 71 ] [ 72 ] |

#### 2015 (Rio de Janeiro)
| Indicado                    | Peça                     | Resultado | Ref.   |
| --------------------------- | ------------------------ | --------- | ------ |
| Paulo Betti                 | Autobiografia autorizada | Indicado  | [ 73 ] |
| Diogo Liberano              | O Narrador               | Indicado  | [ 73 ] |
| Pedro Kosovski              | Caranguejo Overdrive     | Vencedor  | [ 73 ] |
| Beth Zalcman e Simone Kalil | Brimas                   | Indicado  | [ 73 ] |

#### 2016 (São Paulo)
| Indicado           | Peça                       | Resultado | Ref.   |
| ------------------ | -------------------------- | --------- | ------ |
| Leonardo Cortez    | Sala dos professores       | Indicado  | [ 74 ] |
| Rudinei Borges     | Dezuó, Breviário das águas | Indicado  | [ 74 ] |
| Diego Fortes       | O Grande Sucesso           | Vencedor  | [ 74 ] |
| Vinicius Calderoni | Os arqueólogos             | Indicado  | [ 74 ] |

#### 2016 (Rio de Janeiro)
| Indicado                                    | Peça                            | Resultado | Ref.   |
| ------------------------------------------- | ------------------------------- | --------- | ------ |
| Marcia Zanelatto, Jô Bilac e Pedro Kosovski | Fatal                           | Indicado  | [ 75 ] |
| Diogo Liberano                              | Os sonhadores                   | Indicado  | [ 75 ] |
| Felipe Vidal                                | Cabeça [um documentário cênico] | Indicado  | [ 75 ] |
| Grace Passô                                 | Vaga Carne                      | Vencedor  | [ 75 ] |

#### 2017 (São Paulo)
| Indicado                                | Peça          | Resultado | Ref.   |
| --------------------------------------- | ------------- | --------- | ------ |
| Angela Ribeiro                          | Refluxo       | Vencedora | [ 76 ] |
| Munir Pedrosa e Herbert Bianchi         | Hotel Mariana | Indicado  | [ 76 ] |
| Marcio Abreu, Grace Passô e Nadja Naira | Preto         | Indicado  | [ 76 ] |
| Newton Moreno                           | Imortais      | Indicado  | [ 76 ] |

#### 2017 (Rio de Janeiro)
| Indicado         | Peça                              | Resultado | Ref.   |
| ---------------- | --------------------------------- | --------- | ------ |
| Marcia Zanelatto | Ela                               | Indicada  | [ 77 ] |
| Walter Daguerre  | Josephine Baker, a Vênus Negra    | Indicado  | [ 77 ] |
| Braulio Tavares  | Suassuna – O Auto do Reino do Sol | Vencedor  | [ 77 ] |
| Pedro Kosovski   | Tripas                            | Indicado  | [ 77 ] |

#### 2018 (São Paulo)
| Indicado                             | Peça                         | Resultado | Ref.   |
| ------------------------------------ | ---------------------------- | --------- | ------ |
| Leonardo Cortez                      | Pousada Refúgio              | Indicado  | [ 78 ] |
| Rodolfo García Vázquez e Ivam Cabral | O Incrível Mundo dos Baldios | Indicado  | [ 78 ] |
| Alexandre dal Farra                  | Refúgio                      | Indicado  | [ 78 ] |
| Marcos Damaceno                      | Homem ao Vento               | Vencedor  | [ 78 ] |

#### 2018 (Rio de Janeiro)
| Indicado                           | Peça                       | Resultado | Ref.   |
| ---------------------------------- | -------------------------- | --------- | ------ |
| Mariana Lima                       | Cérebro Coração            | Indicada  | [ 79 ] |
| Cecilia Ripoll                     | Rose                       | Indicada  | [ 79 ] |
| Confraria do Impossível            | Esperança na Revolta       | Indicado  | [ 79 ] |
| Henrique Fontes e Pablo Capistrano | A Invenção do Nordeste     | Vencedor  | [ 79 ] |
| Leonardo Netto                     | A ordem natural das coisas | Indicado  | [ 79 ] |

#### 2019 (São Paulo)
| Indicado      | Peça                                     | Resultado | Ref.   |
| ------------- | ---------------------------------------- | --------- | ------ |
| Newton Moreno | As Cangaceiras, Guerreiras do Sertão     | Indicado  | [ 80 ] |
| Eloisa Elena  | Entre                                    | Indicado  | [ 80 ] |
| Janaina Leite | Stabat Mater                             | Vencedora | [ 80 ] |
| Silvia Gomez  | Neste mundo louco, nesta noite brilhante | Indicado  | [ 80 ] |

#### 2019 (Rio de Janeiro)
| Indicado           | Peça                          | Resultado | Ref.          |
| ------------------ | ----------------------------- | --------- | ------------- |
| Pedro Kosovski     | Eu, Moby Dck                  | Indicado  | [ 81 ] [ 82 ] |
| Pedro Paulo Rangel | O ator e o lobo               | Indicado  | [ 81 ] [ 82 ] |
| Adalberto Neto     | Oboró - Masculinidades negras | Vencedor  | [ 81 ] [ 82 ] |
| Lucília de Assis   | Não peça                      | Indicado  | [ 81 ] [ 82 ] |

### Década de 2020
Não houve premiação nos anos de 2020 e 2021, por conta da pandemia de COVID-19. As indicações de 2022, ou seja da 33ª edição, buscou contemplar espetáculos realizados entre 31 de março de 2020 e 31 de dezembro de 2022. 

#### 2022 (São Paulo)
| Indicado        | Peça                                        | Resultado | Ref.   |
| --------------- | ------------------------------------------- | --------- | ------ |
| Dione Carlos    | Cárcere ou Porque as Mulheres Viram Búfalos | Vencedora | [ 84 ] |
| Soraia Costa    | Sete Cortes Até Você                        | Indicada  | [ 84 ] |
| Ronaldo Serruya | A Doença do Outro                           | Indicado  | [ 84 ] |
| Viviane Dias    | Tarsila ou Vacina Antropofágica             | Indicado  | [ 84 ] |
| Lucas Moura     | Desfazenda – Me Enterrem Fora Desse Lugar   | Indicado  | [ 84 ] |
| Paola Prestes   | Bata antes de entrar                        | Indicada  | [ 84 ] |

#### 2022 (Rio de Janeiro)
| Indicado                           | Peça         | Resultado | Ref.   |
| ---------------------------------- | ------------ | --------- | ------ |
| Henrique Fontes e Vinicius Arneiro | Peça de amar | Indicado  | [ 84 ] |
| Gilson Barros                      | Riobaldo     | Indicado  | [ 84 ] |
| Cecilia Ripoll                     | Pança        | Indicada  | [ 84 ] |
| Elisandro de Aquino                | Eu Amarelo   | Indicado  | [ 84 ] |
| Rodrigo Portella                   | Ficções      | Indicado  | [ 84 ] |
| Marcio Abreu e Nadja Naira         | Sem Palavras | Vencedora | [ 84 ] |

#### 2023 (São Paulo)
| Indicado                    | Peça             | Resultado | Ref.   |
| --------------------------- | ---------------- | --------- | ------ |
| Victor Nóvoa                | Mãos Trêmulas    | Indicado  | [ 85 ] |
| André Santos                | Quilombo Memória | Indicado  | [ 85 ] |
| Carlos Canhameiro           | Xs Culpadxs      | Vencedor  | [ 85 ] |
| Ave Terrena e Ymoirá Micall | Fracassadas BR   | Indicado  | [ 85 ] |

#### 2023 (Rio de Janeiro)
| Indicado                  | Peça        | Resultado | Ref.   |
| ------------------------- | ----------- | --------- | ------ |
| Rafael Souza-Ribeiro      | Jonathan    | Indicado  | [ 85 ] |
| Zazy Tentehar e Duda Rios | Azira'i     | Indicado  | [ 85 ] |
| Rodrigo França            | Angu        | Indicado  | [ 85 ] |
| Vinicius Baião            | Três irmãos | Vencedor  | [ 85 ] |

#### 2024 (São Paulo)
| Indicado         | Peça                               | Resultado | Ref.   |
| ---------------- | ---------------------------------- | --------- | ------ |
| Jhonny Salaberg  | Parto Pavilhão                     | Indicado  | [ 86 ] |
| Victor Nóvoa     | E se fôssemos baleias?             | Indicado  | [ 86 ] |
| Dante Passarelli | Por um Pingo                       | Indicado  | [ 86 ] |
| Liana Ferraz     | Se não fossem as sílabas do sábado | Vencedora | [ 86 ] |

#### 2024 (Rio de Janeiro)
| Indicado                          | Peça                    | Resultado | Ref.   |
| --------------------------------- | ----------------------- | --------- | ------ |
| Dadado de Freitas e Mauricio Lima | Arqueologias do Futuro  | Indicado  | [ 86 ] |
| Pedro Brício                      | Um Jardim para Tchékhov | Indicado  | [ 86 ] |
| Pedro Emanuel e Vinicius Arneiro  | Língua                  | Vencedor  | [ 86 ] |
| Silvia Gomez                      | Lady Tempestade         | Indicada  | [ 86 ] |

## Maiores premiados e indicados
| Vitórias | Indicações | Pessoa                |
| -------- | ---------- | --------------------- |
| 3        | 6          | Mauro Rasi            |
| 2        | 5          | Bosco Brasil          |
| 2        | 5          | Newton Moreno         |
| 2        | 5          | Alcides Nogueira      |
| 2        | 4          | Grace Passô           |
| 2        | 2          | Leonardo Moreira      |
| 1        | 8          | Luís Alberto de Abreu |
| 1        | 6          | Miguel Falabella      |
| 1        | 5          | Mário Bortolotto      |
| 1        | 5          | Pedro Kosovski        |